# Alfred Brard
Pour les articles homonymes, voir Brard.
Alfred Brard est un industriel et homme politique français, né le 23 juillet 1876 à Lorient et mort le 15 mars 1945 à Nice (Alpes-Maritimes).

## Biographie
Il est membre du Parti radical. Sous cette étiquette, il devient député du Morbihan en 1910, mais ne parvient pas à conserver son siège lors des scrutins suivants. Pourtant, bien que député radical sortant, il produisit à Meslan lors de la campagne électorale des élections législatives de 1913 un billet de confession pour prouver qu'il n'était pas un franc-maçon et tenter ainsi d'obtenir des voix des électeurs de cette commune pieuse ; il fut néanmoins battu cette fois-là.
Il est ensuite élu sénateur en 1920, réélu en 1924 et 1933. Il est également président du conseil général du département, et vice-président de la Chambre de commerce.
Au Sénat, il siège à la Commission des finances et est notamment rapporteur du budget de l'agriculture.
Il vote, le 10 juillet, en faveur de la remise des pleins pouvoirs au Maréchal Pétain. Il ne retrouve pas de mandat parlementaire après la Libération.
Il a pour enfants : Magdeleine Brard (1903-1998), pianiste, Guy Paul Émile Brard (1906–1984), aviateur, résistant, et Roger Émile Marie Brard (1907-1977), polytechnicien (promotion 1927), ingénieur général du Génie maritime, membre de l'Académie des Sciences et de l'Académie de marine, président de la Société mathématique de France.
L'hôpital de Guémené-sur-Scorff porte aujourd'hui son nom.

## Sources
- « Alfred Brard », dans le Dictionnaire des parlementaires français (1889-1940), sous la direction de Jean Jolly, PUF, 1960 [détail de l’édition]